# Edmilson Filho
Edmilson Filho (Fortaleza, Ceará, 21 de setembro de 1976) é um comediante e ator brasileiro de cinema e teatro.

## Biografia
Edmilson é o 3º filho de uma família de 4, sendo o único homem com 3 irmãs. Iniciou nas artes marciais aos 12 anos, no Kung Fu. Após ter assistido uma demonstração de artes marciais e de Taekwondo, no Náutico Clube, começou a praticar Taekwondo. Após conhecer melhor a arte no território brasileiro, Edmilson quis testar suas habilidades fora do país. Sendo assim, viajou por mais de 15 países, disputando competições, fazendo intercâmbios e seminários. Participou do campeonato da Copa Brasil de 97; o bi-campeonato brasileiro 98/99 e também integrante da Seleção Brasileira nos anos de 1999 e 2000. Atualmente é um mestre 5º grau do Taekwondo.

## Carreira
Ainda envolvido com as artes marciais, Edmilson iniciou sua carreira como stand up comedian aos 17 anos de idade, em Fortaleza, cidade em que nasceu. Conheceu Halder Gomes ainda na adolescência e por convite dele, participou do curta-metragem  O Astista contra o cabra do mal que futuramente seria adaptado para um longa-metragem e conhecido apenas por Cine Holliúdy. Com o longa Cine Holliúdy, Edmilson ganhou prêmios como "Prêmio Quem 2013 de melhor ator". No teatro, Edmilson teve mais de 300 aparições em peças de 1993 até 2002, e depois ficou um tempo sem fazer teatro. Com o tempo em que morou nos Estados Unidos, Edmilson teve de perto a percepção das diferenças culturais entre brasileiros e americanos e com isso teve a ideia de fazer uma peça juntamente com Halder Gomes, a Made In Ceará, que realiza desde 2013 e atualmente novo espetáculo Notas – Uma Comédia de Relacionamentos. Em 2015, atuou no primeiro episódio da série Os Experientes como um segurança atrapalhado e paralelamente protagonizou as três temporadas da websérie Tome Prumo. Em 2018, retorna ao papel de Francis nos cinemas com a sequência de Cine Holliúdy 2: A Chibata Sideral e na TV, estrelando ao lado de Letícia Colin,Cine Holliúdy, agora como série, exibida pela Rede Globo.

## Filmografia

### Televisão
| Ano     | Trabalho               | Papel                                           | Nota                |
| ------- | ---------------------- | ----------------------------------------------- | ------------------- |
| 2015    | Os Experientes         | Segurança                                       | Episódio: "Assalto" |
| 2015    | Aí Eu Vi Vantagem      | Milhão                                          |                     |
| 2015    | Nazamerica             | Apresentador                                    |                     |
| 2019–23 | Cine Holliúdy          | Francisgleydisson Peixoto da Silveira (Francis) |                     |
| 2022    | O Cangaceiro do Futuro | Virguley                                        |                     |

### Cinema
| Ano  | Título                                        | Papel              | Nota           |
| ---- | --------------------------------------------- | ------------------ | -------------- |
| 2004 | Cine Holiúdy: O Astista Contra o Cabra do Mal | Franscisgleydson   | Curta-metragem |
| 2010 | As Mães de Chico Xavier                       | Assaltante         |                |
| 2013 | Cine Holliúdy                                 | Francisgleydisson  |                |
| 2015 | Loucas Pra Casar                              | Rubi               |                |
| 2016 | The Caveman of Atomic City                    | Homem no Park      | Documentário   |
| 2016 | Shaolin do Sertão                             | Aluísio Lee        |                |
| 2019 | Cine Holliúdy 2: A Chibata Sideral            | Francisgleydisson  |                |
| 2020 | Não Vamos Pagar Nada                          | João               |                |
| 2021 | Cabras da Peste                               | Bruceullis Nonato  |                |
| 2022 | Bem-vinda a Quixeramobim                      | Darlan             |                |
| 2024 | Férias Trocadas                               | José Eduardo (Zé)  |                |
| 2024 | Férias Trocadas                               | José Eduardo (Edu) |                |

### Internet
| Ano           | Título         | Papel               | Plataforma        |
| ------------- | -------------- | ------------------- | ----------------- |
| 2011-presente | Edmilson Filho | Apresentador        | YouTube           |
| 2014–16       | Tome Prumo     | Major/ Apresentador | Websérie do Gshow |

## Teatro
| Ano     | Título                                 |
| ------- | -------------------------------------- |
| 2013–15 | Made in Ceará                          |
| 2016–17 | Cunversaéessa!                         |
| 2016–17 | Notas – Uma Comédia de Relacionamentos |

## Parte Técnica
| Ano  | Título          | Cargo   | Nota           |
| ---- | --------------- | ------- | -------------- |
| 2017 | Guiana Francesa | Diretor | Curta-metragem |

## Prêmios e Indicações
| Ano  | Prêmio                              | Categoria                                     | Indicação            | Resultado |
| ---- | ----------------------------------- | --------------------------------------------- | -------------------- | --------- |
| 2013 | Prêmio Quem de Cinema               | Melhor Ator                                   | Cine Holliúdy        | Venceu    |
| 2014 | Grande Prêmio do Cinema Brasileiro  | Melhor Ator                                   | Cine Holliúdy        | Indicado  |
| 2014 | Prêmio Guarani de Cinema Brasileiro | Melhor Ator                                   | Cine Holliúdy        | Indicado  |
| 2017 | Cine Ceará                          | Melhor Curta (Mostra Olhar do Ceará)          | Guiana Francesa      | Indicado  |
| 2017 | FestCine Maracanaú                  | Melhor Curta-metragem (com Olavo Júnior)      | Guiana Francesa      | Venceu    |
| 2017 | Festival Curta Canoa                | Melhor Curta-metragem (com Olavo Júnior)      | Guiana Francesa      | Indicado  |
| 2018 | Florianópolis Audiovisual Mercosul  | Melhor Curta (Mostra Curtas Mercosul)         | Guiana Francesa      | Indicado  |
| 2019 | Prêmio F5                           | Melhor Ator de Humor                          | Cine Holliúdy        | Indicado  |
| 2020 | Los Angeles Brazilian Film Festival | Melhor Curta Internacional                    | Broken Hills         | Venceu    |
| 2021 | Festival Renuac                     | Melhor Curta Feminista                        | Broken Hills         | Indicado  |
| 2021 | Festival Sesc Melhores Filmes       | Melhor Ator Nacional                          | Não Vamos Pagar Nada | Indicado  |
| 2021 | Séries em Cena Awards               | Melhor Ator Nacional de Filme                 | Cabras da Peste      | Indicado  |
| 2022 | Melhores do Ano                     | Ator de Série                                 | Cine Holliúdy        | Indicado  |
| 2022 | Festival FantasNóia                 | Melhor Ator                                   | Única Saída          | Venceu    |
| 2022 | Festival FantasNóia                 | Melhor Roteiro (com Sérgio Malheiros)         | Única Saída          | Indicado  |
| 2022 | Festival Fenacin                    | Melhor Roteiro Original de Ficção             | Única Saída          | Indicado  |
| 2022 | Festival Fenacin                    | Melhor Curta de Ficção (com Sérgio Malheiros) | Única Saída          | Indicado  |
| 2024 | Festival Sesc Melhores Filmes       | Melhor Ator Nacional                          | Vai Ter Troco        | Indicado  |
| 2024 | Prêmio iBest                        | Influenciador Ceará                           | Edmilson Filho       | Pendente  |